# ULAS J224940.13−011236.9
Désignations
ULAS J224940.13−011236.9 est une naine brune de type spectral L2,5. Elle se situe à 250 al du Soleil et a été repérée en 2019 grâce à la déction, avec le Next-Generation Transit Survey, d'une éruption d'une intensité 10 fois supérieure à la plus intense des tempêtes solaires connues.